# The Masked Singer (Vereinigtes Königreich)/Staffel 5
Die fünfte Staffel der britischen Musikshow The Masked Singer wurde vom 30. Dezember 2023 bis zum 17. Februar 2024 auf ITV ausgestrahlt. Moderiert wurde sie von Joel Dommett. Das Rateteam bestand neben mehreren Gastjuroren aus dem Komiker Mo Gilligan, der Moderatorin Davina McCall, der Sängerin Rita Ora und dem Moderator Jonathan Ross. Sieger der fünften Staffel wurde Danny Jones als Piranha.

## Rateteam
Aufgrund anderweitiger Verpflichtungen konnte Ora nicht allen Aufzeichnungen beiwohnen und wurde in einigen Episoden im Rateteam vertreten, unter anderem von Olly Murs und Jennifer Saunders.
| Folge | Ständige Mitglieder | Ständige Mitglieder | Ständige Mitglieder | Ständige Mitglieder | Gastmitglied      |
| ----- | ------------------- | ------------------- | ------------------- | ------------------- | ----------------- |
| 1     | Mo Gilligan         | Davina McCall       | —                   | Jonathan Ross       | Charlie Simpson   |
| 2     | Mo Gilligan         | Davina McCall       | Rita Ora            | Jonathan Ross       | —                 |
| 3     | Mo Gilligan         | Davina McCall       | —                   | Jonathan Ross       | Olly Murs         |
| 4     | Mo Gilligan         | Davina McCall       | —                   | Jonathan Ross       | Jennifer Saunders |
| 5     | Mo Gilligan         | Davina McCall       | Rita Ora            | Jonathan Ross       | Ellie Goulding    |
| 6     | Mo Gilligan         | Davina McCall       | Rita Ora            | Jonathan Ross       | Lenny Henry       |
| 7     | Mo Gilligan         | Davina McCall       | Rita Ora            | Jonathan Ross       | Lorraine Kelly    |
| 8     | Mo Gilligan         | Davina McCall       | Rita Ora            | Jonathan Ross       | Rob Brydon        |

David Tennant präsentierte im Finale Hinweise zu den Kandidaten, war jedoch nicht Mitglied im Rateteam.

## Teilnehmer
| Platz | Kostüm                        | Person              | Bekannt als                               | Aus in Folge | Quelle |
| ----- | ----------------------------- | ------------------- | ----------------------------------------- | ------------ | ------ |
| 1     | Piranha                       | Danny Jones         | Musiker                                   | 8            | [ 8 ]  |
| 2     | Bigfoot                       | Alex Brooker        | Journalist, Moderator                     | 8            | [ 9 ]  |
| 3     | Cricket (Grille)              | Lemar               | Sänger                                    | 8            | [ 10 ] |
| 4     | Eiffel Tower (Eiffelturm)     | Tiffany             | Sängerin                                  | 7            | [ 11 ] |
| 5     | Air Fryer (Heißluftfritteuse) | Keala Settle        | Sängerin, Schauspielerin                  | 7            | [ 12 ] |
| 6     | Maypole (Maibaum)             | Melody Thornton     | Singer-Songwriterin, Tänzerin             | 6            | [ 13 ] |
| 7     | Dippy Egg (Weichgekochtes Ei) | Nicky Campbell      | Journalist, Moderator, Musiker            | 6            | [ 14 ] |
| 8     | Owl (Eule)                    | Lorraine Kelly      | Journalistin, Moderatorin                 | 5            | [ 15 ] |
| 9     | Bubble Tea                    | Julia Sawalha       | Schauspielerin                            | 4            | [ 16 ] |
| 10    | Rat (Ratte)                   | Shirley Ballas      | Tänzerin, Tanzlehrerin, Wertungsrichterin | 3            | [ 17 ] |
| 11    | Chicken Caesar                | Alexander Armstrong | Komiker, Schauspieler                     | 2            | [ 18 ] |
| 12    | Weather (Wetter)              | Dionne Warwick      | Sängerin                                  | 1            | [ 19 ] |

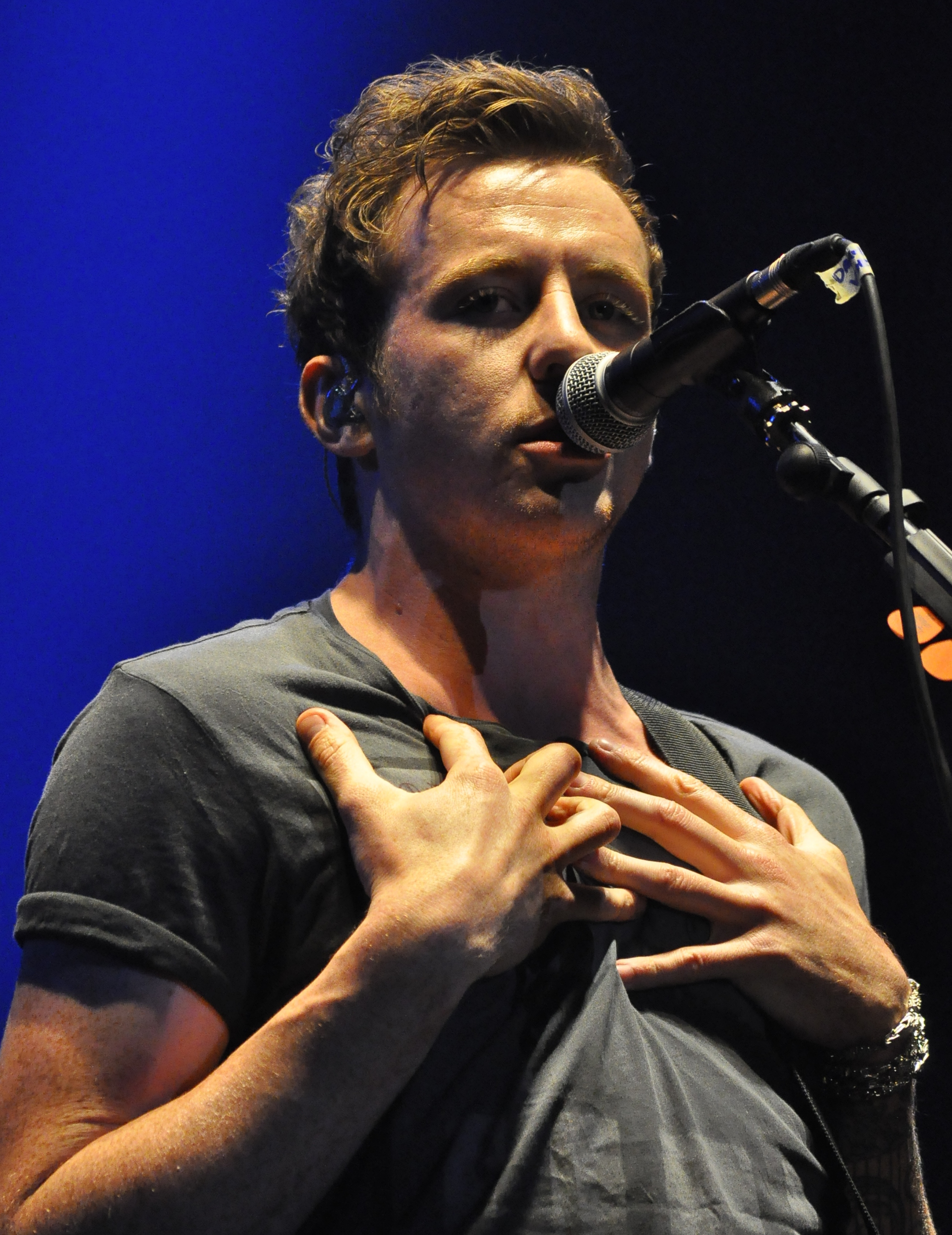
Danny Jones, Sieger der fünften Staffel

Warwick war vor ihrer Teilnahme als Mouse Kandidatin der dritten Staffel der US-amerikanischen Version von The Masked Singer, in der sie den 14. Platz erreichte. Zudem gewann Thornton als Mirrorball die vierte Staffel der australischen Version.
Tiffany sang nach ihrer Demaskierung nicht wie bei The Masked Singer sonst üblich ein vorher dargebotenes Lied, sondern ihr Cover von I Think We’re Alone Now, mit dem sie am Anfang ihrer Karriere bekannt wurde.

## Folgen
|   | Kostüm    | Lied, Originalinterpret              | Ergebnis      |
| - | --------- | ------------------------------------ | ------------- |
| 1 | Maypole   | Never Gonna Not Dance Again – Pink   | Vielleicht    |
| 2 | Cricket   | Place Your Hands – Reef              | Gewonnen      |
|   |           |                                      |               |
| 3 | Bigfoot   | You’re Welcome – Dwayne Johnson      | Gewonnen      |
| 4 | Dippy Egg | Daydream Believer – The Monkees      | Vielleicht    |
|   |           |                                      |               |
| 5 | Weather   | I Can See Clearly Now – Johnny Nash  | Ausgeschieden |
| 6 | Rat       | Boom, Boom, Boom, Boom!! – Vengaboys | Gewonnen      |

|   | Kostüm         | Lied, Originalinterpret                        | Ergebnis      |
| - | -------------- | ---------------------------------------------- | ------------- |
| 1 | Air Fryer      | Kings & Queens – Ava Max                       | Gewonnen      |
| 2 | Bubble Tea     | Material Girl – Madonna                        | Vielleicht    |
|   |                |                                                |               |
| 3 | Owl            | Padam Padam – Kylie Minogue                    | Vielleicht    |
| 4 | Eiffel Tower   | Voulez-Vous – ABBA                             | Gewonnen      |
|   |                |                                                |               |
| 5 | Chicken Caesar | Under the Bridge – Red Hot Chili Peppers       | Ausgeschieden |
| 6 | Piranha        | It’s All Coming Back to Me Now – Pandora’s Box | Gewonnen      |

|          | Kostüm                   | Lied, Originalinterpret                                                                            | Ergebnis      |
| -------- | ------------------------ | -------------------------------------------------------------------------------------------------- | ------------- |
|          | Übrige Gruppenteilnehmer | Let Go for Tonight – Foxes                                                                         | —             |
|          |                          | |               |
| 1        | Dippy Egg                | There’s No Business Like Show Business – Ethel Merman & Ray Middleton & William O’Neal & Marty May | Vielleicht    |
| 2        | Maypole                  | Clown – Emeli Sandé                                                                                | Gewonnen      |
| 3        | Bigfoot                  | Come Fly with Me – Frank Sinatra                                                                   | Gewonnen      |
| 4        | Cricket                  | Rhythm Is a Dancer – Snap! & The Rhythm of the Night – Corona                                      | Gewonnen      |
| 5        | Rat                      | Nellie the Elephant – Mandy Miller                                                                 | Vielleicht    |
| Sing-Off |                          | |               |
| 6        | Rat                      | Y.M.C.A. – Village People                                                                          | Ausgeschieden |
| 7        | Dippy Egg                | Shotgun – George Ezra                                                                              | Gewonnen      |

|          | Kostüm                   | Lied, Originalinterpret                 | Ergebnis      |
| -------- | ------------------------ | --------------------------------------- | ------------- |
|          | Übrige Gruppenteilnehmer | Live While We’re Young – One Direction  | —             |
|          |                          |                                         |               |
| 1        | Piranha                  | Treasure – Bruno Mars                   | Gewonnen      |
| 2        | Eiffel Tower             | Angels – Robbie Williams                | Gewonnen      |
| 3        | Owl                      | Don’t Stop Movin’ – S Club 7            | Vielleicht    |
| 4        | Bubble Tea               | Le Freak – Chic                         | Vielleicht    |
| 5        | Air Fryer                | The Final Countdown – Europe            | Gewonnen      |
| Sing-Off |                          |                                         |               |
| 6        | Owl                      | Chirpy Chirpy Cheep Cheep – Lally Stoot | Gewonnen      |
| 7        | Bubble Tea               | What’s Up? – 4 Non Blondes              | Ausgeschieden |

|   | Kostüm       | Lied, Originalinterpret                                                | Ergebnis      |
| - | ------------ | ---------------------------------------------------------------------- | ------------- |
| 1 | Eiffel Tower | Flowers – Miley Cyrus                                                  | Vielleicht    |
| 2 | Dippy Egg    | I’m Gonna Be (500 Miles) – The Proclaimers                             | Gewonnen      |
| 3 | Cricket      | How Deep Is Your Love – Bee Gees                                       | Gewonnen      |
| 4 | Owl          | Happy Talk – Juanita Hall                                              | Ausgeschieden |
| 5 | Piranha      | How Am I Supposed to Live Without You – Laura Branigan                 | Gewonnen      |
| 6 | Bigfoot      | Re-Rewind (The Crowd Say Bo Selecta) – Artful Dodger feat. Craig David | Gewonnen      |
| 7 | Air Fryer    | The Lonely Goatherd – Mary Martin                                      | Gewonnen      |
| 8 | Maypole      | Sweet Melody – Little Mix                                              | Gewonnen      |

|   | Kostüm       | Lied, Originalinterpret                            | Ergebnis      |
| - | ------------ | -------------------------------------------------- | ------------- |
| 1 | Maypole      | Let You Love Me – Rita Ora                         | Ausgeschieden |
| 2 | Cricket      | Antenna – Fuse ODG                                 | Gewonnen      |
| 3 | Dippy Egg    | Moon River – Audrey Hepburn                        | Ausgeschieden |
| 4 | Bigfoot      | Shut Up + Dance – Walk the Moon                    | Gewonnen      |
| 5 | Air Fryer    | Defying Gravity – Idina Menzel & Kristin Chenoweth | Gewonnen      |
| 6 | Eiffel Tower | Stay – Rhianna feat. Mikky Ekko                    | Vielleicht    |
| 7 | Piranha      | Since U Been Gone – Kelly Clarkson                 | Gewonnen      |

|                   | Kostüm       | Lied, Originalinterpret                          | Ergebnis      |
| ----------------- | ------------ | ------------------------------------------------ | ------------- |
| 1                 | Eiffel Tower | Paradise City – Guns n’ Roses                    | Gewonnen      |
| 2                 | Bigfoot      | Everybody (Backstreet’s Back) – Backstreet Boys  | Gewonnen      |
| 3                 | Piranha      | Without You – Badfinger                          | Gewonnen      |
| 4                 | Air Fryer    | I’m Outta Love – Anastacia                       | Ausgeschieden |
| 5                 | Cricket      | I Can’t Make You Love Me – Bonnie Raitt          | Gewonnen      |
| Zweiter Durchgang |              |                                                  |               |
| 6                 | Bigfoot      | Never Forget – Take That                         | Gewonnen      |
| 7                 | Eiffel Tower | Castle on the Hill – Ed Sheeran                  | Ausgeschieden |
| 8                 | Piranha      | In the Name of Love – Martin Garrix & Bebe Rexha | Gewonnen      |
| 9                 | Cricket      | As It Was – Harry Styles                         | Gewonnen      |

|                   | Kostüm                 | Lied, Originalinterpret                        | Ergebnis      |
| ----------------- | ---------------------- | ---------------------------------------------- | ------------- |
|                   | Alle Staffelteilnehmer | By Your Side – Calvin Harris feat. Tom Grennan | —             |
|                   |                        |                                                |               |
| 1                 | Cricket                | A Thousand Miles – Vanessa Carlton             | —             |
| 2                 | Bigfoot                | The One and Only – Chesney Hawkes              | —             |
| 3                 | Piranha                | Lay Me Down – Sam Smith                        | —             |
| Zweiter Durchgang |                        |                                                |               |
| 4                 | Cricket & Mushroom     | Rewrite the Stars – Zac Efron & Zendaya        | Dritter Platz |
| 5                 | Bigfoot & Phoenix      | Dancing on the Ceiling – Lionel Richie         | Gewonnen      |
| 6                 | Piranha & Fawn         | Believe – Cher                                 | Gewonnen      |
| Dritter Durchgang |                        |                                                |               |
| 7                 | Bigfoot                | You’re Welcome – Dwayne Johnson                | Zweiter Platz |
| 8                 | Piranha                | It’s All Coming Back to Me Now – Pandora’s Box | Gewinner      |